# Glesborg Sogn
Glesborg Sogn er et sogn i Norddjurs Provsti (Århus Stift). 3. december 2000 blev en del af Glesborg sogn og en del af Ørum Sogn udskilt for at danne Stenvad Sogn.
I 1800-tallet var Glesborg Sogn anneks til Fjellerup Sogn. Begge sogne hørte til Djurs Nørre Herred i Randers Amt. Fjellerup-Glesborg sognekommune blev ved kommunalreformen i 1970 indlemmet i Nørre Djurs Kommune, som ved strukturreformen i 2007 indgik i Norddjurs Kommune.
I Glesborg Sogn ligger Glesborg Kirke.
I sognet findes følgende autoriserede stednavne:
- Bjergbakkerne (areal, bebyggelse)
- Glesborg (bebyggelse, ejerlav)
- Glesborg Kær (bebyggelse)
- Glesborg Lyng (bebyggelse)
- Hedegård (bebyggelse, ejerlav)
- Kukkerhuse (bebyggelse)
- Laen (bebyggelse, ejerlav)
- Laen Mark (bebyggelse)
- Lunden (bebyggelse)
- Mejlgård (ejerlav, landbrugsejendom)
- Mejlgård Skov (bebyggelse)
- Nederskov (areal)
- Overskov (areal)
- Ravnsmose (bebyggelse)
- Skippershoved (bebyggelse)
- Sortå (vandareal)
- Stensvadhede (bebyggelse)
- Stærhuse (bebyggelse)
- Tranehuse (bebyggelse)
- Treå (vandareal)
- Tustrup (bebyggelse, ejerlav)
- Tvedhuse (bebyggelse)